# Poeta Pearl

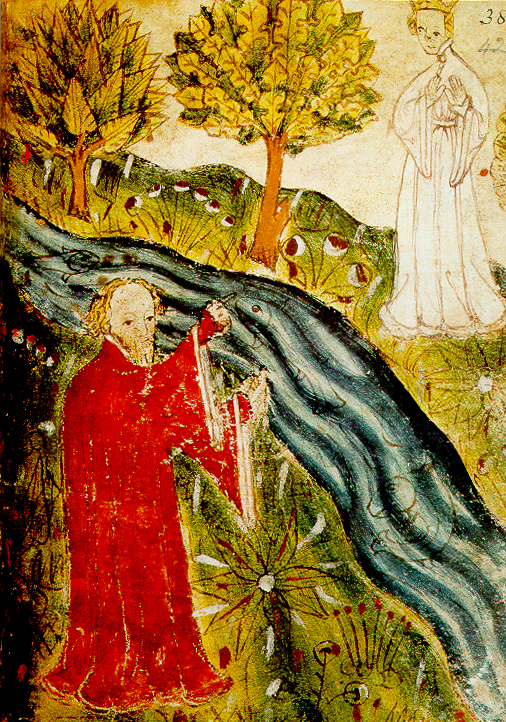
Pintura del «Poeta Pearl» en el manuscrito de Perla, como el padre.

«Poeta Pearl» o «Poeta Gawain» (fl. c. 1375–1400) es el nombre con el que se conoce al anónimo autor de Perla (Pearl en el original), un poema aliterativo escrito en inglés medio del siglo XIV. Su autor parece haber escrito también los poemas Sir Gawain y el Caballero Verde (Sir Gawain and the Green Knight), Paciencia (Patience) y Limpieza (Cleanness); y algunos estudiosos sugieren que el autor también podría haber compuesto San Erkenwald. Salvo el último (hallado en el manuscrito «BL-MS Harley 2250»), todos los trabajos son conocidos por un único manuscrito, conservado en la Biblioteca Británica, el denominado «Cotton Nero A.x». El trabajo atribuido al «Poeta Pearl» incluye parte de la mejor poesía escrita en inglés medio.
El «Poeta Pearl» no ha sido identificado. Parte de la literatura científica defiende la atribución del poema a un tal John Massey, un terrateniente de Cheshire. Esta atribución de los poemas del «Cotton Nero A.x», sin embargo, no ha sido mayoritariamente aceptada, por lo que se continúan utilizando fundamentalmente las expresiones «Poeta Pearl» o «Poeta Gawain» para referirse al autor.

## Biografía conjeturada

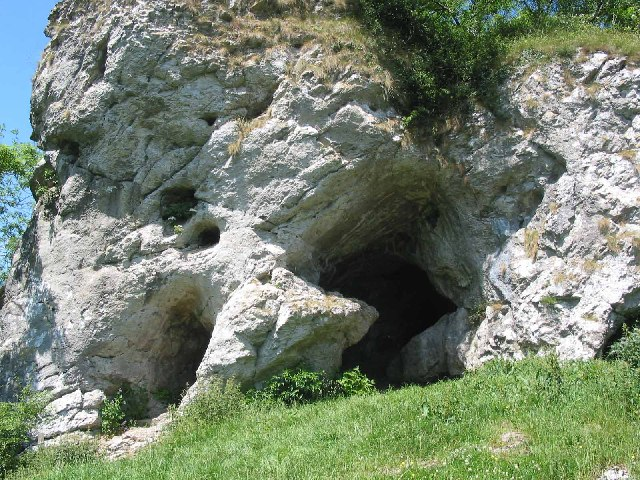
Las cuevas de Wetton Mill, cerca de Leek (Staffordshire), han sido identificadas como una probable inspiración de la «Capilla Verde» en Gawain y el Caballero Verde, dado el dialecto del autor y la geografía indicada en el poema.

El lenguaje de los poemas indica que el poeta fue contemporáneo de Geoffrey Chaucer, John Gower y William Langland, a veces (siguiendo la recomendación del profesor John Burrow) llamados colectivamente «los poetas ricardianos» en referencia al reinado de Ricardo II de Inglaterra. Los cuatro poemas del manuscrito «Cotton Nero A.x» están redactados en el mismo dialecto de inglés medio, localizado en el área del noroeste de Staffordshire y el sudeste de Cheshire, en los Midlands de Inglaterra. Esto podría señalar simplemente el dialecto del escriba responsable de la copia de los poemas, pero hay buenas evidencias de que el dialecto del poeta y el copista eran muy similares. Es, por tanto, lo más probable que el poeta fuera nativo del este de Cheshire o el oeste de Staffordshire y que escribiera en la última parte del siglo XIV, y evidencias internas indican que los cuatro trabajos fueron escritos por el mismo autor.
Como definitivamente no hay una atribución de autoría en los poemas, ni una «tradición» sobre la identidad del autor (como la de Langland y Pedro el Labrador), cualquier información del poeta solo puede ser deducida de los temas de los poemas. El poeta parece ser excepcionalmente competente en el aprendizaje, muestra un profundo conocimiento de vocabulario técnico cinegético y cortesano, describe vívidamente el paisaje de la región, y muestra interés por la pobreza como virtud cristiana. Sin embargo, el escritor de los poemas del «Cotton Nero A.x» nunca se ocupa de su cultura contemporánea como lo hace, por ejemplo, Chaucer; los poemas muestran más que una tendencia a referirse a materiales del pasado (las leyendas artúricas, historias de la Biblia, etcétera) que a cualquier conocimiento novedoso, por lo que es quizá menos posible asociarle con las universidades, los monasterios o la corte de Londres. A pesar de ello, el «Poeta Gawain» debió haber sido una persona instruida, y probablemente de una cierta clase social, quizá un miembro de una familia de terratenientes. J. R. R. Tolkien y E. V. Gordon, tras revisar las alusiones, estilo y temas de Gawain y el Caballero Verde, concluyeron en 1925:

Era un hombre de mente seria y devota, aunque no sin humor; tenía interés en teología, y algo de conocimiento en ella, aunque quizá solo como aficionado, más que como profesional; sabía latín y francés, lo suficiente como para leer libros franceses, tanto románticos como instructivos; pero su hogar estaba en los Midlands del Oeste de Inglaterra; como muestran su lenguaje, su métrica y su ambientación.
— Tolkien y Gordon.

## Teorías sobre su posible identidad

### «Huchoun»
Una teoría en boga a principios del siglo XX sostenía que un hombre conocido como «Huchoun» (hipocorístico de Hugh) podría haber escrito los poemas, al habérsele acreditado varios trabajos, incluyendo al menos uno en forma aliterada, en la Crónica de Andrew de Wyntoun. Como «Cotton Nero A.x» contiene las palabras «Hugo de» (sic), agregadas por una mano posterior al escritor original, sus contenidos fueron identificados como parte de los trabajos mencionados por Wyntoun.
Este argumento, elaborado con gran detalle por el anticuario escocés George Neilson, que además reclamaba que Hugh fue un caballero escocés, Hugh de Eglington, está hoy en día prácticamente descartado, principalmente porque los diversos poemas atribuidos a Hugh parecen haber sido escritos en dialectos muy variados.

### Los Massey
El apellido Massey, de una prominente familia de Cheshire, está asociado con San Erkenwald, un poema ocasionalmente mencionado como otro de los trabajos del «Poeta Pearl»; pues los nombres de Thomas Massey y Elizabeth Booth (un miembro de la familia Booth de Dunham Massey) se leen en el manuscrito de San Erkenwald.

#### Hugh Massey
En 1956 Ormerod Greenwood, trabajando en una traducción de Gawain, sugirió que el autor de Perla y Gawain fue uno de los Massey de Sale. Mencionó en concreto a Hugh Massey, basándose en una serie de paronomasias que dijo encontrar en Perla (además, claro, de la inscripción «Hugo de» en «Cotton Nero A.x»). Por la relación obvia del nombre Hugh, Hugh Massey ha sido identificado posteriormente con Huchoun por algunos estudiosos.

#### John Massey
Una hipótesis posterior es la de John Massey de Cotton (una población mencionada en Gawain); publicada por primera vez por Nolan y Farley-Hills en 1971. La autoría de John Massey se reafirma, según Nolan, por uno de los poemas de Thomas Hoccleve, en el que Hoccleve menciona a «my maister Massy» (‘mi maestro Massey’), señalándole como un buen crítico de métrica poética. La atribución a John Massey no está, sin embargo, mayoritariamente aceptada por los críticos actuales de los poemas.

### John Prat o John Donne
Un cierto número de estudiosos han afirmado que Perla fue compuesto como homenaje a la hija de John Hastings, conde de Pembroke, y por ello dos escribanos de ese lugar, John Prat y John Donne, han sido propuestos como posibles candidatos a la autoría.